# Liter of Light

Querschnittszeichnung

Liter of Light ist eine kleine Lichtröhre, die mit einfachen Mitteln angefertigt werden kann, um Licht in Räume zu leiten.
Für die Verwendung benötigt man ein Stück Blech und eine als Lichtleiter dienende wassergefüllte Plastikflasche. Die obere Hälfte der Flasche wird in einem Loch in der Decke befestigt, das dort von der Sonne außerhalb des Raums beschienen wird. Der Brechungsindex des Wassers in der Flasche sorgt anschließend dafür, dass das Sonnenlicht aufgrund der Totalreflexion direkt nach unten umgeleitet wird. Für Haushalte, die aus verschiedenen Gründen keine Fenster in ihren Behausungen haben, aber auch Gegenden ohne Stromversorgung wie den Wellblechhütten in den Armutsvierteln auf den Philippinen ist es eine günstige Methode, Innenräume tagsüber zu beleuchten. 
Der Gedanke dieses Prinzips geht auf den brasilianischen Mechaniker Alfredo Moser zurück, der im Jahr 2002 die Flaschen zusätzlich mit etwas Bleichmittel befüllte, um dem Algenwachstum darin vorzubeugen. Nach Angaben des Elektroingenieurs Clivenor de Araujo Filho soll diese Beleuchtung die Lichtintensität einer 40- bis 60-Watt-Glühbirne erzeugen können, ohne dabei Hitze zu entwickeln.
Um die Installation auch nachts nutzbar zu machen, können zusätzlich – prinzipiell einer Solarleuchte entsprechend – eine LED-Lichtquelle, eine Elektronik, ein Akku und eine kleinflächige Solarzelle an der Flasche angebracht werden.